# Lhakpa Tseten
Lhakpa Tseten (Kangma, 1966) is een Tibetaans tibetoloog.

## Studie
In 1987 behaalde Lhakpa Tseten zijn bachelorgraad aan de Tibet-universiteit in Lhasa in de richting Tibetaanse literatuur en Tibetaanse filosofie (Sanskriet: paramana of epistemologie). Zijn vervolgstudie was voornamelijk gericht op Tibetaanse filosofie, oude literatuur, boeddhisme, astrologie, poëzie, Sanskriet en bekende teksten van Indiase afkomst. Tussen 1995 en 1996 studeerde hij een jaar aan de Universiteit van Peking in de vakken westerse filosofie, westerse logica, basiskennis informatica en intensieve cursussen in de Engelse taal en Chinese literatuur.

## Loopbaan
Tijdens zijn studie had hij verschillende banen en projecten. Van 1990 tot 1993 doceerde hij Tibetaanse cultuur en basis-Engels aan de Khangshon Language School in Lhasa. In 1991-92 deed hij vertalingen voor professor Shiwo Chökyi Gyaltsen van de Tibetafdeling van de Tibet-universiteit. Sinds 1994 vertaalt hij in opdracht van buitenlandse zaken van de Tibetaanse Autonome Regio zaken voor buitenlandse wetenschappers over Tibetaanse kunst. Verder deed hij vertalingen voor tal van andere organen, zoals sport- en reisagentschappen, professor Dungkar Lobsang Trinley in Los Angeles en onderwees hij Tibetaanse filosofie aan middelbareschoolleraren.
Na zijn bachelorstudie doceerde hij aan het Tibetan Philosophy Instructing Office. In 1992 werd hij uitgenodigd te doceren aan de universiteit en sindsdien doceert hij in verschillende niveaus paramana, traditionele kennis (bewustzijn), dagrig (logica) en riggyan (ornament van wijsheid). Sinds 1995 was hij directeur voor de Foreign Students Instruction Office van de universiteit en in 1999 werd hij directeur van de Foreign Students Department Office.
Voor de Tibetan and Himalayan Library deed hij een grote variëteit aan bijdragen voor het project Tibetaanse Taal, Learning Resources en tussen 2002-3 was hij inhoudsdirecteur voor Tibetaans Transcriptie Centrum
Anno 2008 heeft hij zijn functie bij het Foreign Students Department Office neergelegd om zich in Peking te wijden aan zijn doctorale studie.